# Římskokatolická farnost Mrzlice
Římskokatolická farnost Mrzlice (lat. Merzlicium) je církevní správní jednotka sdružující římské katolíky na území vesnice Mrzlice a v jejím okolí. Organizačně spadá do teplického vikariátu, který je jedním z 10 vikariátů litoměřické diecéze.

## Historie farnosti
Již v roce 1352 byla v místě plebánie. Roku 1676 byla v místě administratura. Od roku 1676 jsou vedeny matriky. Fara byla kanonicky zřízena roku 1725.

### Duchovní správcové vedoucí farnost
Začátek působnosti jmenovaného v duchovní správě farnosti od:
- 1676 Nicolaus Anton. Podhorský
- 1679 Ioannes Franc. Comete
- 1681 Martinus Gebhard
- 1687 Daniel Bernard. Jos. Michaelis
- 1693 Ioannes Franc. Ign. Partsch
- 1701 Christ. Ign. Teigl
- 1702 Wenc. Ferd. Hase
- 1705 Christoph. Sux
- 1724 Ioannes Ign. Linderthaller
- 1725 Nicolaus Sperl
- 1726 Georgius Richter
- 1760 Paulus Griesbach, n. Albrechtice f. Dětrichov
- 1764 Jos. Tůma
- 1766 Bernardus Neubauer
- 1767 Anton. Franc. Ritter
- 1776 Jos. Müller
- 1787 Anton. Knechtel
- 1793 Anton. Leonard
- 1802 Anton. Kumpf
- 1810 Jos. Mildner
- 1815 Anton. Fahry, n. 25. 9. 1777 Bilin, o. 7. 9. 1802
- 1823 Wenc. Seehars, n. 30. 5. Trupčice, o. 30. 5. 1804
- 1828 Jos. Dobiasch, n. 28. 10. 1784 Radovesice, o. 30. 8. 1808, † 25. 8. 1832
- 1833 par. vacat
- 1834 Anton. Stumpf, n. 25. 7. 1782 Žežice, o. 31. 8. 1808
- 1838 Franc. Partl, n. 3. 5. 1805 Tronic., o. 4. 8. 1830
- 1839 Anton. Fritsch, n. 29. 7. 1805 Nehasicens., o. 2. 9. 1829
- 1852 par. vacat, admin. interc Anton. Taubner
- 1853 Anton. Prochaska, n. 30. 11. 1816 Zierde, o. 3. 8. 1840, † 13. 11. 1903
  - 1854 chybí katalog
- 1855 Anton. Langhans, n. 22. 3. 1817 Philippsdorf, o. 25. 7. 1843, † 24. 6. 1891
- 1868 Wenc. Gaudek, n. 20. 9. 1822 Leitmeritz, o. 4. 7. 1848, † 18. 1. 1905
- 1877 Car. Trautzl, n. 27. 8. 1840 Wteln, o. 30. 6. 1864, † 2. 11. 1906
- 1890 Julius Klepsch, n. 10. 5. 1849 Kunersdosf, o. 14. 11. 1874, † 18. 3. 1918
- 1899 Wenc. Bauernöpl, n. 14. 8. 1861 Olešnic., o. 16. 5. 1886
- 1919 par. vacat, admin. interc. Anton. Gampe
- 1920 Rud. Schaller, n. 16. 8. 1881 Dobříš, o. 29. 6. 1904
- 1927 par. vacat, admin. interc. excurr. Franc. Kökert
- 1928 Herm. Sitte, n. 15. 11. 1883 Warnsdorf, o. 12. 7. 1908
- 1931 Frid. Weiden, n. 5. 5. 1887 Haida, o. 16. 7. 1911
- 1. 9. 1946 Franc. Neugebauer
- 3. 12. 1955 Karel Kahoun
- 1. 6. 1958 Bohumil Řezníček, admin. exc. z Bíliny
- 1. 8. 1969 Eduard Hrbatý, admin. exc. z Bíliny
- 1. 7. 2003 Antonín Audy, admin. exc. z Bíliny
- 1. 9. 2011 Marcin Saj, admin. exc. z Bíliny[3]

Kromě kněží stojících v čele farnosti, působili ve farnosti v průběhu její historie i jiní kněží. Většinou pracovali jako farní vikáři, kaplani, katecheté, výpomocní duchovní aj.

## Území farnosti
Do farnosti náleží území obce:
- Hrobčice (Hrobschitz,[p 2] varianta Robčice)
- Mrzlice (Merzlitz)[p 2]
- Mukov (Mukow,[2] Mukov[4])[p 2]
- Razice (Rasitz,[2] Razitz[4])[p 2]
- Tvrdín (Twrdina)[p 2]

## Římskokatolické sakrální stavby a místa kultu na území farnosti
| | Fotografie | Stavba                     | Místo    | Bohoslužby                      | Zeměpisné souřadnice             | Status                     | Číslo kulturní památky                       |
| Kostely | Kostely    | Kostely                    | Kostely  | Kostely                         | Kostely                          | Kostely                    | Kostely                                      |
| --- | ---------- | -------------------------- | -------- | ------------------------------- | -------------------------------- | -------------------------- | -------------------------------------------- |
| 1. |            | Kostel sv. Jakuba apoštola | Mrzlice  | bližší informace o bohoslužbách | 50°30′40″ s. š., 13°48′37″ v. d. | farní kostel               | 103892 (Pk•MIS•Sez•Obr•WD) (Q24282884)       |
| 2. |            | Kostel sv. Prokopa         | Mukov    | bližší informace o bohoslužbách | 50°30′15″ s. š., 13°50′20″ v. d. | filiální kostel, hřbitovní | 43709/5-2691 (Pk•MIS•Sez•Obr•WD) (Q24741238) |
| 3. |            | Kostel sv. Havla           | Hrobčice | bližší informace o bohoslužbách | 50°30′55″ s. š., 13°47′23″ v. d. | filiální kostel, hřbitovní | 42783/5-2608 (Pk•MIS•Sez•Obr•WD) (Q24719179) |
| Zaniklé objekty |            |                            |          |                                 |                                  |                            |                                              |
| 4. |            | Kaple sv. Václava          | Razice   | nelze sloužit                   |                                  | zbořená kaple              | —                                            |
| Některé drobné sakrální stavby a pamětihodnosti lze dohledat zde v databázi Drobné sakrální památky Zaniklé sakrální stavby lze dohledat zde v databázi Poškozené a zničené kostely, kaple a synagogy v České republice |            |                            |          |                                 |                                  |                            |                                              |

Ve farnosti se mohou nacházet i další drobné sakrální stavby, místa římskokatolického kultu a pamětihodnosti, které neobsahuje tato tabulka.

## Příslušnost k farnímu obvodu
Z důvodu efektivity duchovní správy byl vytvořen farní obvod (kolatura) farnosti-arciděkanství Bílina, jehož součástí je i farnost Mrzlice, která je tak spravována excurrendo.